# Vobarno
Vobarno là một đô thị thuộc tỉnh Brescia trong vùng Lombardia ở Ý. Đô thị này có diện tích 53,2 km², dân số 7690 người.
Đô thị này có các làng sau: Degagna, Eno, Carvanno, Teglie, Moglia, Carpeneda, Collio và Pompegnino.
Đô thị này giáp với các đô thị sau: Capovalle, Gardone Riviera, Gargnano, Provaglio Val Sabbia, Roè Volciano, Sabbio Chiese, Salò, Toscolano-Maderno, Treviso Bresciano, Villanuova sul Clisi.